# 浜川崎出入口

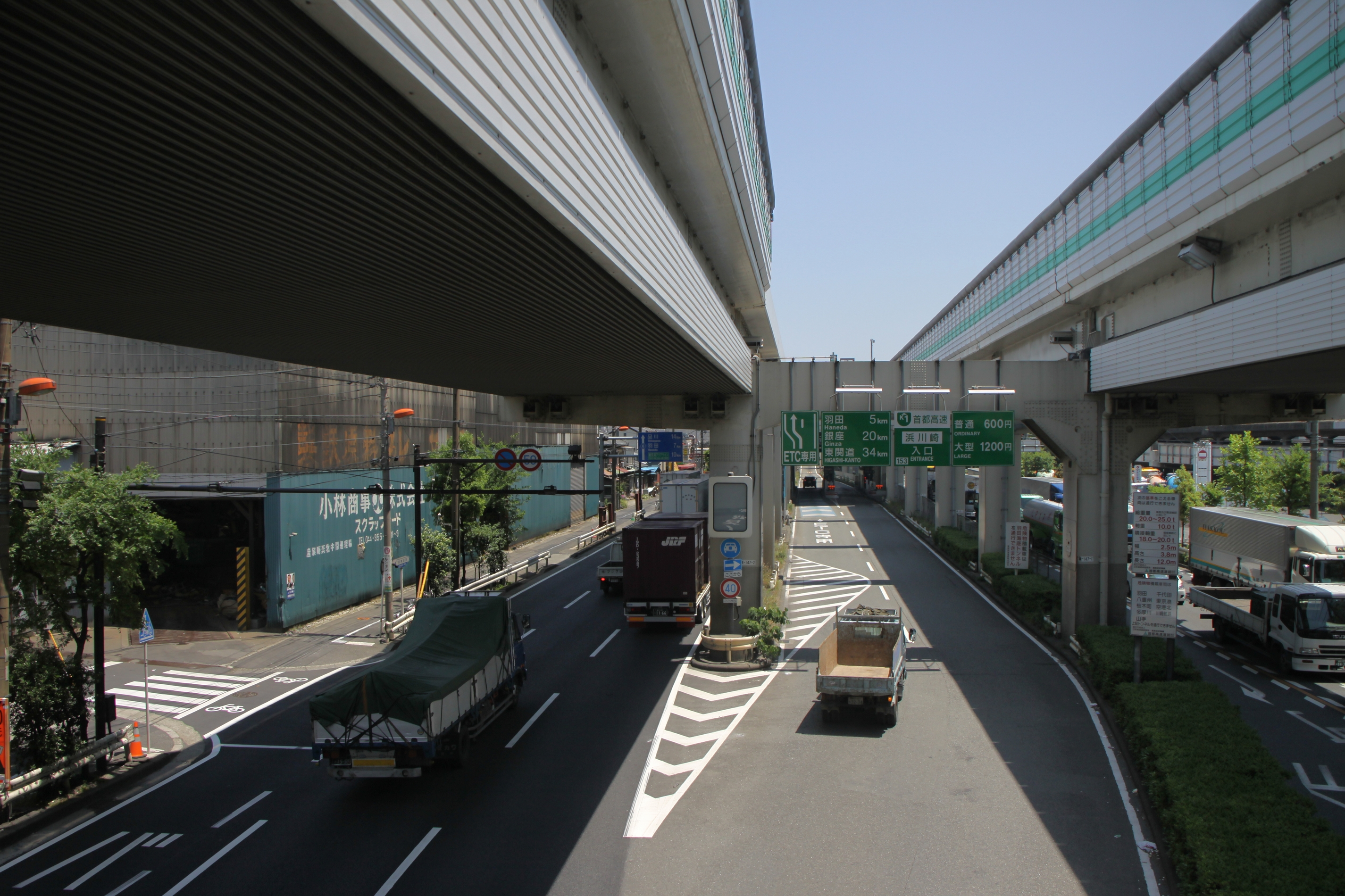
浜川崎入口

浜川崎出入口（はまかわさきでいりぐち）は、神奈川県川崎市川崎区にある首都高速神奈川1号横羽線の出入口である。
羽田・銀座方面の出入口である。

## 料金所

### 入口
- ブース数：2
  - ETC専用：1
  - ETC/一般：1

## 標識の表示

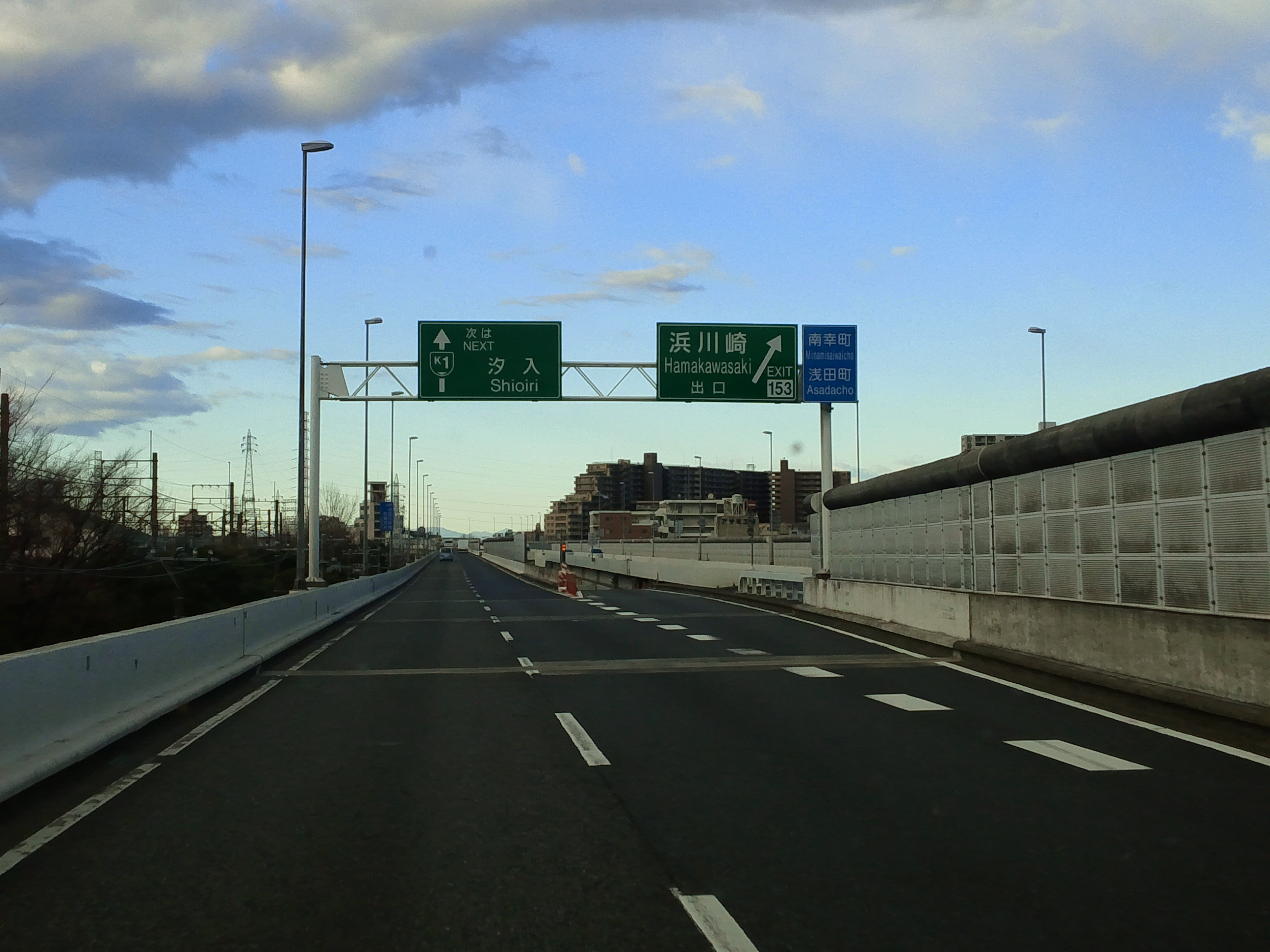
浜川崎出口付近

出口
- 出口 : 浜川崎
- 番号 : 153
- 方面 : 南幸町 浅田町

入口
- 入口 : 浜川崎
- 番号 : 153

## 接続道路
- 神奈川県道6号東京大師横浜線〈産業道路〉

## 周辺
- 浜川崎駅

## 隣
首都高速神奈川1号横羽線
(152A)大師出入口（横浜方面出入口） - (153)浜川崎出入口 - (152)浅田出入口